# Sân bay Malanje
Sân bay Malanje (IATA: MEG, ICAO: FNMA) là một sân bay ở thành phố Malanje, Angola.